# Xamiatus magnificus
Xamiatus magnificus là một loài nhện trong họ Nemesiidae.
Xamiatus magnificus được miêu tả năm 1981 bởi Raven.